# Robert Farah
Robert Farah Maksoud mais conhecido como Robert Farah (Cali, 20 de janeiro de 1987) é um tenista profissional colombiano. Suas melhores marcas foram conquistadas como duplista, onde atingiu a marca de nº1 do mundo e ganhou 19 títulos, sendo dois Grand Slam.

## Circuito ATP
A consistente parceria em duplas com o compatriota Juan Sebastián Cabal começou no Torneio de Wibledon de 2011, quando derrotou o par composto pelo paquistanês Aisam Qureshi e o indiano Rohan Bopanna (números 8 e 9 no mundo à época, respectivamente), em uma dura partida de três sets que terminou em 21 a 19 na parcial final. O revés viria na fase seguinte.
No Australian Open de 2013, Farah e Cabal chegaram a sua primeira participação em quartas de final.
Em 2016, Farah atingiu a primeira final de slam, nas duplas mistas, ao lado da alemã Anna-Lena Grönefeld. Perderam em sets diretos para Henri Kontinen, da Finlândia, e Heather Watson, no Reino Unido.
Em 2017, os colombianos atingiram a primeira semifinal em major de duplas masculinas no Torneio de Roland Garros. No mesmo evento, nova final de mistas ao lado de Grönefeld, e oura derrota, agora para Rohan Bopanna e Gabriela Dabrowski, em 3 sets.
Em julho de 2018, Farah recebeu uma suspensão de três meses e multa de £ 3.800 por promover um site de apostas em sua conta pessoa no Twitter. Só cumpriria a pena se ocorresse outras violações previstas pelo órgão anti-corrupção do tênis, o TIU.
Exato um ano após esse ocorrido, Farah e Cabal conquistaram o primeiro Grand Slam de duplas, no Torneio de Wimbledon de 2019, derrotandoos franceses Nicolas Mahut e Édouard Roger-Vasselin em uma dramática partida de 5 sets, que demandou 4 tie-breaks. A vitória resultou na ascensão dos colombianos a nº 1 do mundo na segunda-feira seguinte após Wimbledon.
Em outubro de 2019, Farah testou positivo para o esteóide anabolizante boldenona. Foi preventivamente suspenso de torneios oficias a partir de 14 de janeiro de 2020, ausentando-se do Australian Open de 2020. O jogador argumentou que ingeriu a substância em uma carne colombiana. Em fereveiro, a ITF (Federação Internacional de Tênis) decidiu não bani-lo, alegando que ele "não tem culpa ou negligência pela violação".

## Títulos

### Masters 1000 finais

#### Duplas: 1 (0–1)
| Posição | Ano  | Campeonato | Piso | Parceiro             | Oponentes            | Placar         |
| Vice    | 2014 | Miami      | Duro | Juan Sebastián Cabal | Bob Bryan Mike Bryan | 7-6(10–8), 6-4 |

## ATP finals

### Duplas: 9 (3 títulos, 6 vices)
| Legenda                           |
| --------------------------------- |
| Grand Slam (0–0)                  |
| ATP World Tour Finals (0–0)       |
| ATP World Tour Masters 1000 (0–1) |
| ATP World Tour 500 Series (1–0)   |
| ATP World Tour 250 Series (2–5)   |

| Finais por Piso |
| --------------- |
| Duro (1–2)      |
| Saibro (2–4)    |
| Grama (0–0)     |
| Carpete (0–0)   |

| Posição | N. | Data              | Torneio                                     | Piso       | Parceiro             | Oponentes                             | Placar                |
| ------- | -- | ----------------- | ------------------------------------------- | ---------- | -------------------- | ------------------------------------- | --------------------- |
| Vice    | 1. | 22 Julho 2012     | Swiss Open, Gstaad, Suíça                   | Saibro     | Santiago Giraldo     | Marcel Granollers Marc López          | 4–6, 6–7(9–11)        |
| Vice    | 2. | 25 Maio 2013      | Open de Nice Côte d'Azur, Nice, França      | Saibro     | Juan Sebastián Cabal | Johan Brunström Raven Klaasen         | 3–6, 2–6              |
| Vice    | 3. | 5 Janeiro 2014    | Brisbane International, Brisbane, Austrália | Duro       | Juan Sebastián Cabal | Mariusz Fyrstenberg Daniel Nestor     | 7–6(7–4), 4–6, [7–10] |
| Vice    | 4. | 9 Fevereiro 2014  | Chile Open, Viña del Mar, Chile             | Saibro     | Juan Sebastián Cabal | Oliver Marach Florin Mergea           | 3–6, 4–6              |
| Campeão | 1. | 23 Fevereiro 2014 | Rio Open, Rio de Janeiro, Brasil            | Saibro     | Juan Sebastián Cabal | David Marrero Marcelo Melo            | 6–4, 6–2              |
| Vice    | 5. | 2 Março 2014      | Brasil Open, São Paulo, Brasil              | Saibro (i) | Juan Sebastián Cabal | Guillermo García-López Philipp Oswald | 7–5, 4–6, [13–15]     |
| Vice    | 6. | 29 Março 2014     | Sony Open Tennis, Miami, EUA                | Duro       | Juan Sebastián Cabal | Bob Bryan Mike Bryan                  | 6–7(8–10), 4–6        |
| Campeão | 2. | 23 Agosto 2014    | Winston-Salem Open, Winston-Salem, EUA      | Duro       | Juan Sebastián Cabal | Jamie Murray John Peers               | 6–3, 6–4              |
| Campeão | 3. | 15 Fevereiro 2015 | Brasil Open, São Paulo, Brasil              | Saibro     | Juan Sebastián Cabal | Paolo Lorenzi Diego Schwartzman       | 6–4, 6–2              |

## ATP Challenger e ITF Futures

### Simples Titles (3)
| Legenda                   |
| ATP Challenger Series (1) |
| ITF Futures Series (2)    |

| N. | Data       | Torneio                               | Piso   | Oponente na final | Placar da final  |
| 1. | 07.06.2010 | Venezuela F1, Venezuela               | Duro   | Iván Miranda      | 6–3, 7–6(3)      |
| 2. | 21.06.2010 | Venezuela F3, Venezuela               | Duro   | Iván Endara       | 6–4, 6–2         |
| 3. | 12.07.2010 | Seguros Bolivar Open Bogotá, Colombia | Saibro | Carlos Salamanca  | 6–3, 2–6, 7–6(3) |